# Koharu Kusumi
Koharu Kusumi (jap. 久住小春 Kusumi Koharu; ur. 15 lipca 1992 w prefekturze Niigata) –  japońska piosenkarka pop występująca w zespole Morning Musume. 
Dołączyła do Morning Musume w 2005, jako jedyna zwyciężczyni Lucky 7 Audition, audycji mającej wyłonić siódmą generację zespołu. Od 7 kwietnia 2006 użycza również głosu głównej bohaterce anime Kirarin Revolution oraz wykonuje utwory otwierające i zamykające odcinki serii, co czyni z niej najmłodszą solistkę w historii Hello! Project. Śpiewa także w zespole Milki Way. Wraz z Mai Hagiwarą (°C-ute) tworzy również duet KiraPika (きら☆ぴか), wykonujący piosenki z Kirarin Revolution. W 2007 została członkinią grupy Morning Musume 10nen Tanjou Kinentai, stworzonej dla uczczenia obchodów dziesiątej rocznicy istnienia Morning Musume. 
W dniu 6 grudnia 2009 Koharu odeszła z zespołu. Będzie kontynuowała swoją karierę jako modelka.
W roku 2011 dołączyła do grupy Dream Morning Musume składającej się z byłych członkiń zespołu Morning Musume.

## Dyskografia
Single: 
jako Kirari Tsukishima starring Koharu Kusumi (Morning Musume)
- (2006-07-12) Koi Kana (恋☆カナ)
- (2006-10-25) Balalaika (バラライカ)
- (2007-05-02) Happy (Happy☆彡)
- (2007-11-07) Chance! (チャンス)
- (2008-07-16) Papancake (パパンケーキ)
- (2009-02-04) Hapi Hapi Sunday! (はぴ☆はぴ サンデー!)

Albumy:
- (2007-02-28) Mitsuboshi (☆☆☆(みつぼし)
- (2007-12-19) Kirarin Land (きらりん☆ランド)
- (2008-12-17) Kirari to Fuyu (きらりと冬)

Photobooki:
- (2006-03-24) Kusumi Koharu Photobook
- (2007-09-20) POP
- (2008-07-25) Koharu Nikki